# York (Anglia)
York (kiejtése ˈ (segítség·infó)) város az Egyesült Királyságban, Anglia északkeleti részén. A régió egyik legrégebbi városa, Yorkshire hagyományos központja, kulturális és vallási centrum, népszerű turisztikai célpont.

## Története

### A római időszak

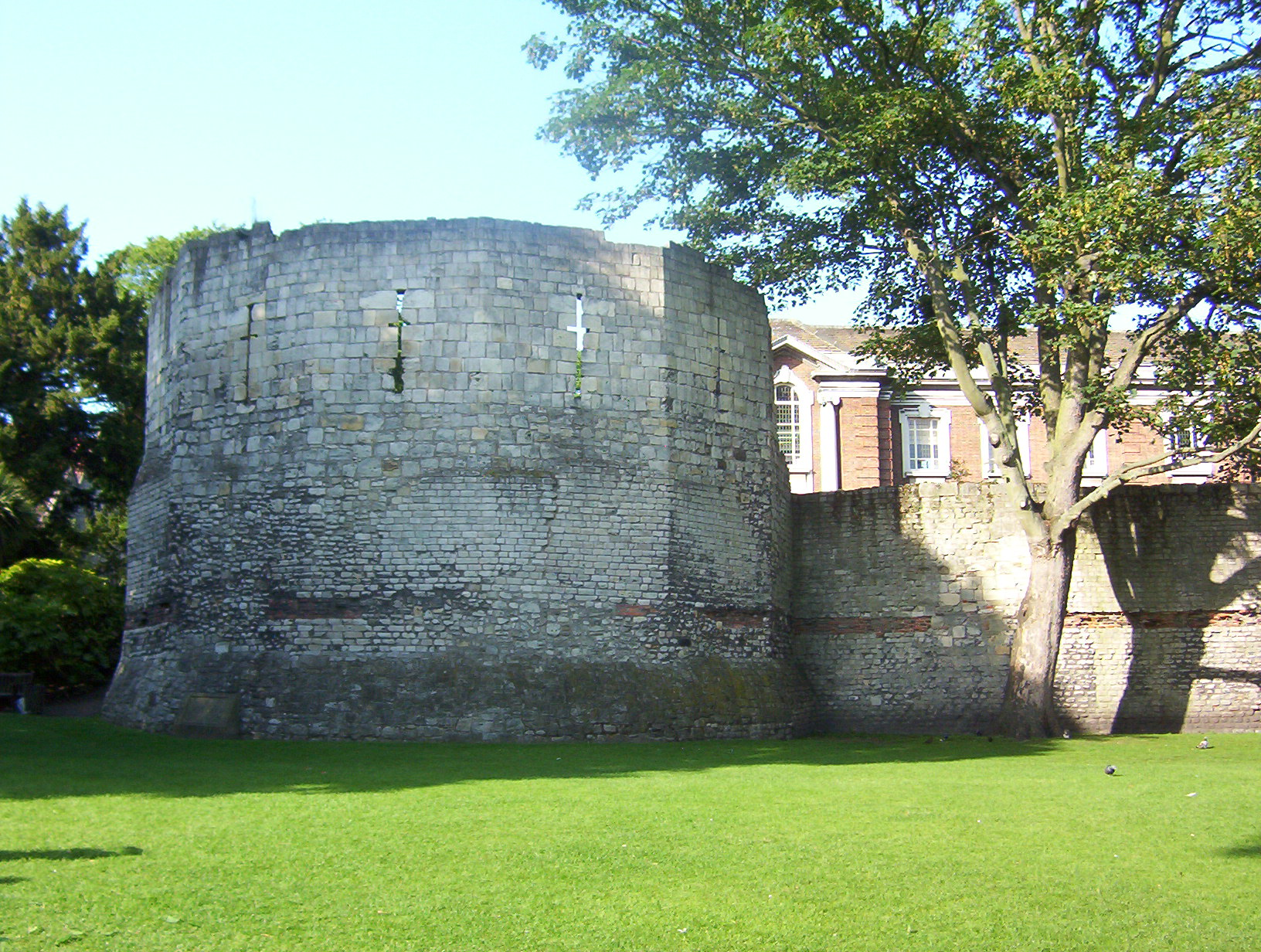
A középkori városfal egy része római alapokra épült.

A régészeti leletek tanúsága szerint York területe már i.e. 7-8 ezer évvel ezelőtt is lakott volt. Britannia római meghódításának idején a brigantes nevű kelta törzs élt itt. Eleinte a törzs a rómaiak szövetségese volt, de később ellenségessé váltak, azért a Kilencedik Légió átkelt a Humberen, i.sz. 71-ben meghódította a brigantesek területét, és a Ouse és Foss folyók összefolyásánál Eboracum néven erődöt építettek. A név eredetére két elmélet van, az egyik szerint tiszafás helyet jelent briton nyelven (eburos + āko(n) vagy birtokhelyet szintén kelta nyelven. Az erődített katonai tábort először gerendákból, majd kőből épített fal övezte, mintegy 20 hektáron terült el és 6000 katonát tudott elszállásolni. A mai katedrális az erőd területén fekszik, az altemplomban folyó ásatások során megtalálták a fal maradványait.
Eboracumban tartózkodott huzamosabb ideig Hadrianus, Septimius Severus és I. Constantius (Chlorus) császár is. Severus császár Britannia Inferior provincia fővárosává tette és colonia státuszt adott neki. I. sz 306-ban a városban halt meg Constantius és az erőd katonái a fiát, Nagy Konstantint kiáltották ki császárnak.

### Az angolszász és dán korszak
I.sz. 400 körül árvizek tették lakhatatlanná a folyóparti városrészt és miután a rómaiak kivonultak Britanniából, angolszász törzsek szállták meg Eboracumot. Ők a maguk nyelvén Eoforwicnek nevezték (eofor – vadkan + wic –falu). A település a 7. század közepén kezdett ismét növekedni, mikor Eadwine, Northumbria királya ideköltöztette az udvarát. Az első templomot is ő építtette, hogy abban keresztelkedjék meg 627-ben. Utóda, Oswald kőtemplommá alakította át a mai Minster elődjét.
A következő évszázadban itt tanult a híres teológus, Alcuin.
866-ban vikingek foglalták el a várost és tették britanniai birtokaik központjává. Ők a település nevét Jorviknak ejtették. A vikingek uralma idején Jorvik forgalmas kikötőváros és az észak-európai kereskedőútvonalak egyik csomópontja lett. Az utolsó jorviki uralkodót, Véresfejszéjű Eriket Eadred szász király űzte el, aki Northumbriát beolvasztotta növekvő birodalmába. A város neve ezek után fokozatosan Yorkra rövidült, változatos helyesírással (Yerk – 14. sz., Yourke – 16. sz., Yarke – 17. sz.)

### A normann hódítás után
1068-ban, két évvel a normann hódítás után York polgársága, Northumbriával együtt fellázadt. Hódító Vilmos maga verte le a felkelést, melynek során a várost kifosztották és a temploma megrongálódott. A normann király helyi hatalma megerősítésére két, máig meglevő tornyot emelt az Ouse két partján.
A megsérült templom helyén 1080-ban kezdtek el egy új katedrálist építeni, ebből lett a mai Minster. 1190-ben egy pogrom során a zsidó lakosság az erődbe menekült és ott részben öngyilkos lett, a túlélőket pedig a tömeg meglincselte.
Mint folyókikötő és a London – Edinburgh útvonal köztes állomásaként York virágzó kereskedővárossá vált. 1212-ben János király kereskedőkiváltságokat adományozott a városnak. Az angolok elsősorban gabonát és gyapjút exportáltak, míg bort hoztak be Franciaországból, posztót, vásznat és viaszt Németalföldről és prémet és faanyagot a Baltikumból. Fejlődésnek indult a gyapjúfonó és posztókészítő ipar. I. Eduárd Yorkba gyűjtötte össze seregeit skót hadjárataihoz. 1396-ban II. Richárd király újabb városi privilégiumokat adott a településnek.
Miután VIII. Henrik bezáratta a kolostorokat, Yorkshire-ben és Lincolnshire-ben az északi katolikusok fellázadtak ellene, amit a király békés úton leszerelt, ám ígéreteit nem tartotta be és uralma megerősítésére Yorkban létrehozta az Északi Tanácsot. Ennek ellenére a katolikus ellenállás sokáig parázslott még Észak-Angliában, például Guy Fawkes, a Lőporos összeesküvés hírhedt vezetője is Yorkban született és nevelkedett.

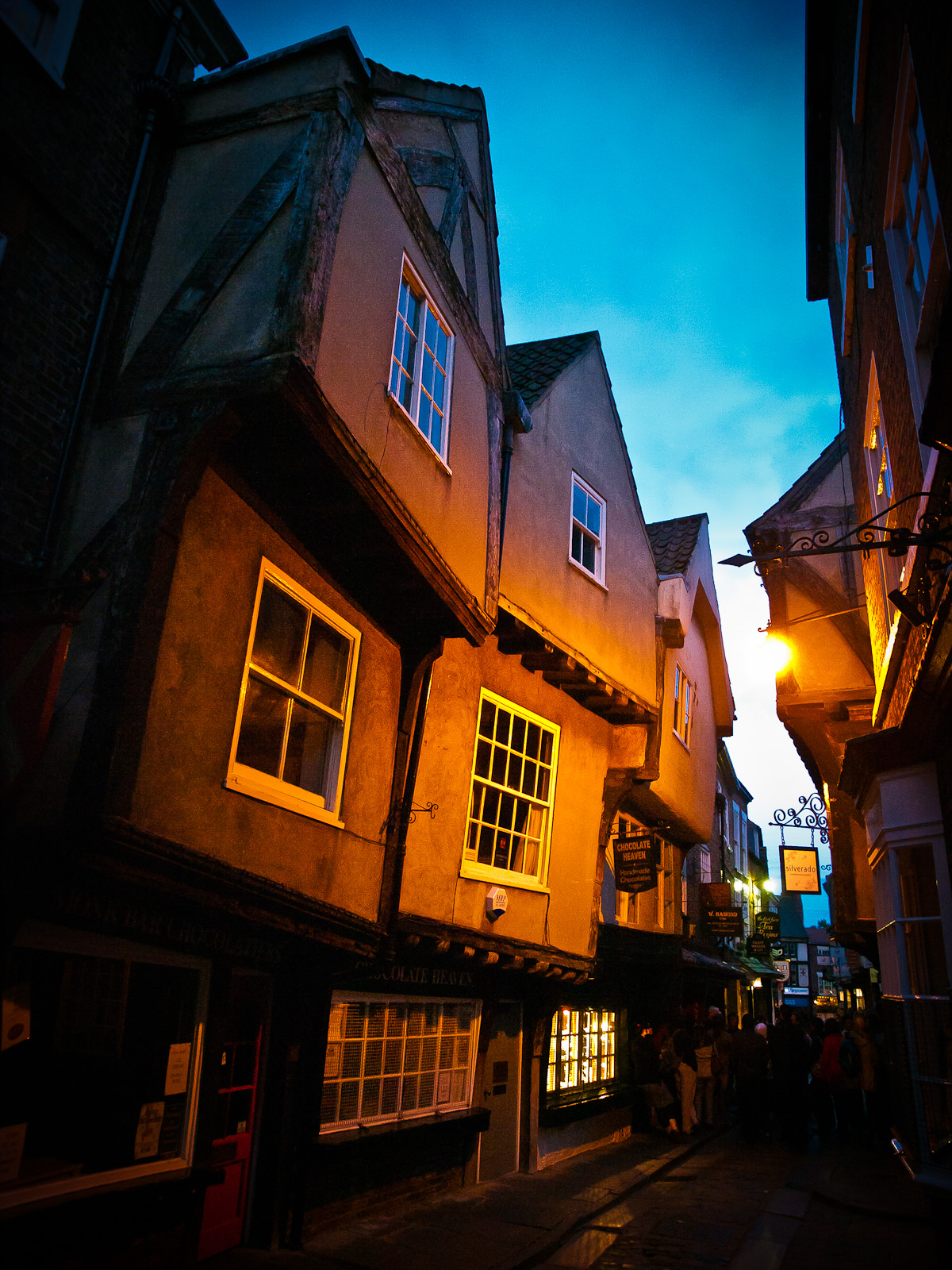
A Shambles, régen a mészárosok utcája.

### Újkor
Az angol polgárháború során a Cromwell-pártiak 1644-ben ostrom alá vették Yorkot. A királypárti Rupert herceg sietett a város felmentésére, de a Marston Moor-i csatában vereséget szenvedett és ezután York megadta magát.
A forradalom utáni iparosodási korszakban a térség ipari és kereskedelmi gócpontjai részben áthelyeződtek a közeli Leedsbe és Hullba, de York sikerrel megőrizte kulturális és társadalmi központi szerepét. A grófság társadalmi elitje a városban építtetett fényűző polgárházakat, színházat és lóversenypályát.
A vasutat 1839-ben vezették be a városba és a 19. század végére York fontos vasúti csomóponttá és a North Eastern Railway vasúttársaság központjává vált, mely utóbbi vállalat 5500 lakost alkalmazott. 1862-től kezdve sikeres csokoládégyártó üzemek települtek meg és a vasút mellett az édességkészítés vált a város iparának másik fontos pillérévé.
A 20. század második felétől kezdődően York kiválóan megmaradt középkori belvárosa egyre több látogatót vonzott, így a turizmust megerősítendő, 1975-ben létrehozták a Nemzeti Vasútmúzeumot, 1984-ben pedig a Jorvik Viking Centre-t. 1963-ban megnyitotta kapuit a Yorki Egyetem.

## Földrajzi helyzete
A város a York-völgyben, a Pennine-hegység, az Észak-Yorki lápvidék és a Yorkshire Wolds dombvidéke közötti sík, termékeny területen helyezkedik el az Ouse és Foss folyók összefolyásánál.
Az Ouse gyakran megárad, azért a várost megfelelő árvízelhárítási rendszerrel védik. Ennek ellenére 2000 októberében és novemberében az utóbbi 375 év legnagyobb áradásában 300 házat öntött el a víz. A folyómenti ártéri területeket a városon kívül a gyakori vízszintemelkedések miatt elsősorban mezőgazdasági célra hasznosítják.

## Éghajlata
| Hónap                         | Jan.  | Feb.  | Már.  | Ápr. | Máj. | Jún. | Júl. | Aug. | Szep. | Okt. | Nov. | Dec.  | Év    |
| ----------------------------- | ----- | ----- | ----- | ---- | ---- | ---- | ---- | ---- | ----- | ---- | ---- | ----- | ----- |
| Rekord max. hőmérséklet (°C)  | 15,0  | 17,0  | 21,0  | 24,0 | 29,0 | 32,0 | 31,0 | 33,0 | 29,0  | 26,0 | 19,0 | 16,0  | 33,0  |
| Átlagos max. hőmérséklet (°C) | 6,0   | 7,0   | 10,0  | 13,0 | 16,0 | 19,0 | 21,0 | 21,0 | 18,0  | 14,0 | 10,0 | 7,0   | 13,5  |
| Átlagos min. hőmérséklet (°C) | 1,0   | 1,0   | 2,0   | 4,0  | 7,0  | 10,0 | 12,0 | 12,0 | 10,0  | 7,0  | 4,0  | 2,0   | 6,0   |
| Rekord min. hőmérséklet (°C)  | −14,0 | −10,0 | −13,0 | −3,0 | −1,0 | 2,0  | 5,0  | 4,0  | −1,0  | −4,0 | −8,0 | −11,0 | −14,0 |
| Átl. csapadékmennyiség (mm)   | 59    | 46    | 37    | 41   | 50   | 50   | 62   | 68   | 55    | 56   | 65   | 50    | 639   |
| Havi napsütéses órák száma    | 31    | 56    | 93    | 130  | 186  | 180  | 186  | 150  | 120   | 93   | 60   | 31    | 1316  |
| Forrás:                       |       |       |       |      |      |      |      |      |       |      |      |       |       |

## Lakossága

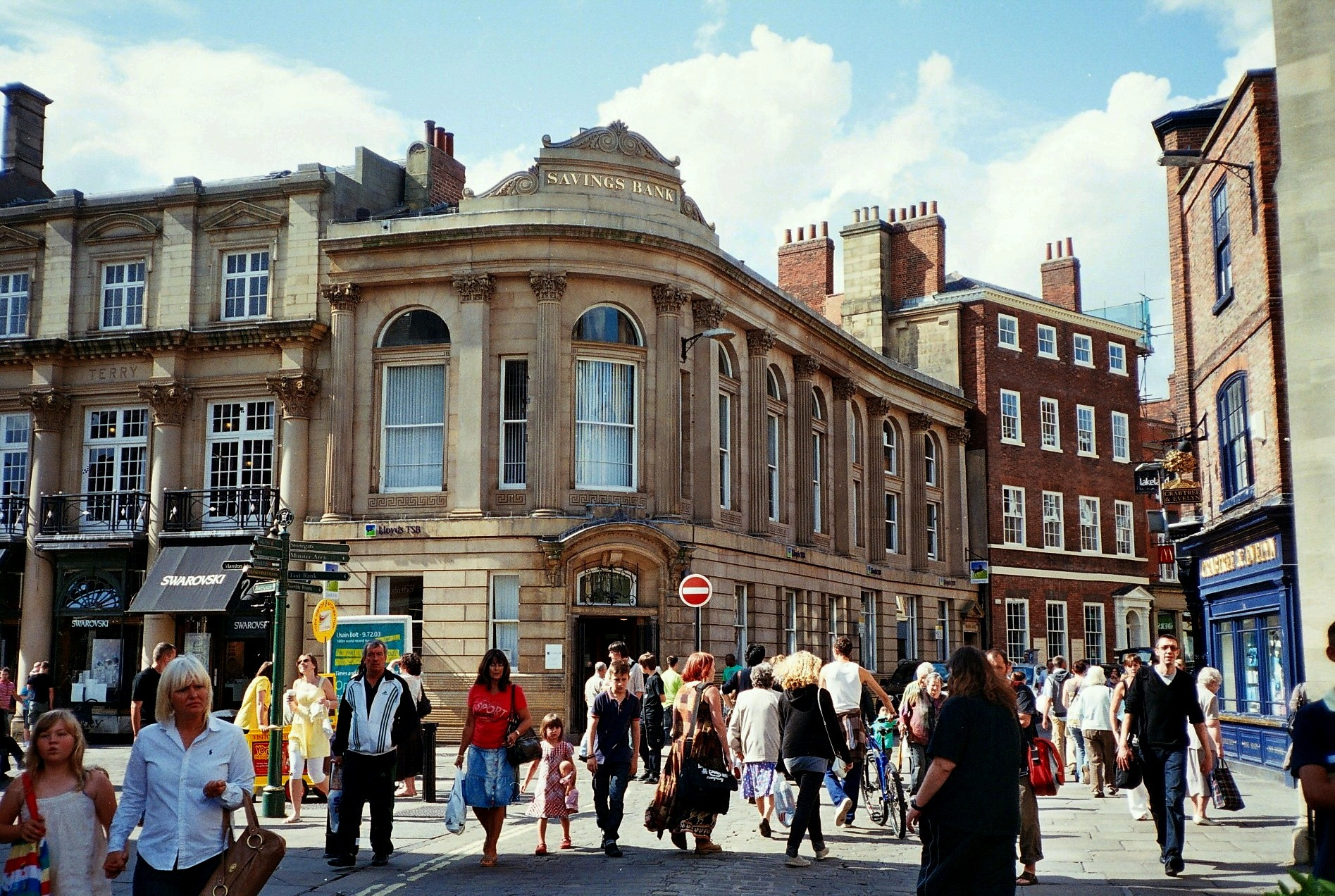
Belvárosi részlet.

A 2001-es népszámlálási adatok alapján magának York városának 137 505 lakosa volt, míg a városi önkormányzathoz tartozó valamennyi terület össznépessége 181 094. A 76 920 háztartás 36%-ban házaspárok éltek, 31,3%-uk egyszemélyes háztartás volt, 8,7%-ban élettársi, 8%-ban pedig lakótársi viszonyban voltak az ott élők. 2001-ben a yorkiak 5,1%-a született Nagy-Britannián kívül (az országos átlag 9,2% volt) és 95%-uk a fehér bőrű brit etnikumhoz tartozott.
A bűnözési statisztikát illetően York nem különbözik számottevően az angol átlagtól, habár az autófeltörések száma valamivel magasabb annál.

## Vallás
York az anglikán egyház északi régiójának és a yorki egyházmegye központja, valamint a yorki érsek székhelye. A katedrálissal együtt 33 anglikán templom működik a városban. York ezenkívül a katolikus Middlesbrough-i egyházmegye központja is és 8 katolikus templom működésének színhelye. A kisebb keresztény felekezetek közül a kvékerek, metodisták és unitáriusok játszanak jelentős szerepet a vallási életben, valamint egy mecset szolgálja a muszlim lakosok igényeit. A 2011-es népszámláláson a lakosok 59,5%-a vallotta magát kereszténynek.

## Gazdaság

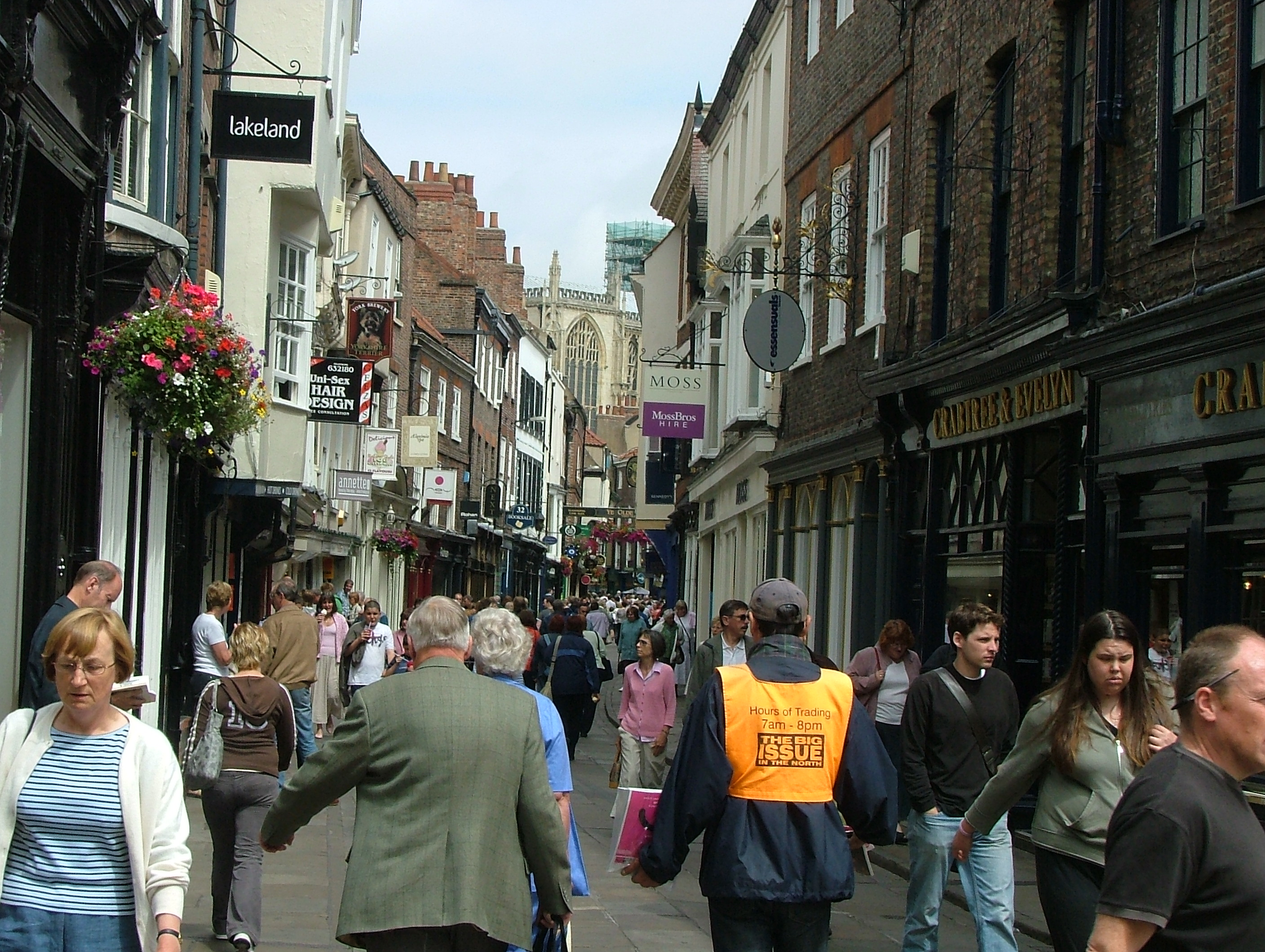

Az utóbbi évtizedekben jelentősen megváltozott a gazdaság szerkezete. Korábban csak néhány vasúti és csokoládégyártási munkaadó produkálta a termelés nagy részét, és a gyártási kapacitás 75%-án négy üzem osztozott. A 90-es években megszűnt a vasúti kocsik gyártása és a 2000-es évek közepén a Kraft Foods Lengyelországba költöztette át a csokoládégyártást, valamint a Nestlé is több száz főt bocsátott el.
York gazdasága ma túlnyomórészt a szolgáltatásokon alapszik, mely a város foglalkoztatottjai 88,7%-ának ad munkát. Ebbe a szektorba tartoznak a közalkalmazottak, az egészségügyben, oktatásban, pénzügyben, információtechnológiában és turizmusban dolgozók. Utóbbi szektorban a dolgozók 10,7%-a talált állást. 2009-ben York volt a brit állampolgárok által a 7., a külföldiek által pedig a 13. leglátogatottabb nagy-britanniai város.
Jelentősen növekszik az új technológiai és kreatív szektorok jelentősége. A Yorki Egyetem mellett megnyitottak egy innovációs parkot és 1998-2008 között 80 új technológiai cég telepedett meg a városban, 2800 új munkahelyet teremtve.
A munkanélküliség alacsony (4,2%) az Egyesült Királyság 5,3%-ához képest (2008)

## Közlekedés
York közúton és vasúton könnyen megközelíthető. A legközelebbi repülőtér Manchesterben és Leedsben van, de a londoni repülőterekről is kényelmesen elérhető tömegközlekedéssel és vasúttal.

## Látnivalók

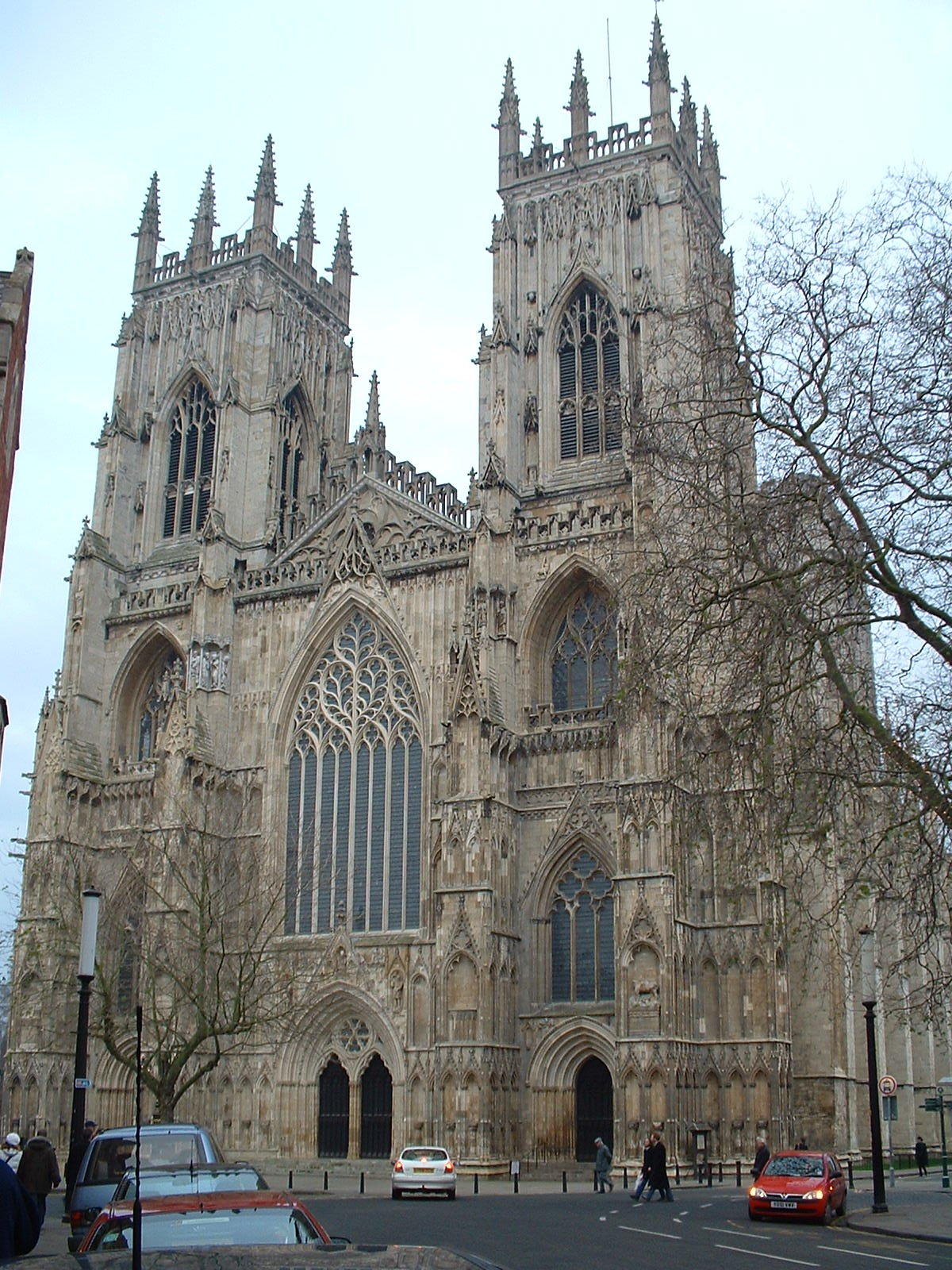
A gótikus katedrális, a Minster.

- A yorki katedrális Észak-Európa legnagyobb gótikus katedrálisa
- A katedrálison kívül számos kisebb-nagyobb gótikus templom és kápolna
- A yorki erőd egy része máig megmaradt, különálló tornya, a Clifford’s Tower és a York Castle Museum (korábban börtön)
- A középkori városfal nagy része megmaradt, hosszát tekintve a legnagyobb egész Angliában. A városkapuk mind láthatóak és a 4 km-nyi városfal nagy része bejárható.
- A Snickelways, a középkorból megmaradt szűk utcák és sikátorok. Leghíresebb a Shambles, egy keskeny, boltokkal szegélyezett macskaköves utca, ahol még a valamikori hentesüzletek kampói is megmaradtak.
- A Fekete Hattyú Fogadó (Black Swan Inn), egy 1417-ben épült gerendavázas ház, mely kísérteteiről is nevezetes.
- A Jorvik Viking Centre, a viking múzeum.
- A National Railway Museum, a vasútmúzeum és még számos kisebb múzeum és galéria.
- A történelmi óváros látványosságainak felkeresését a turista számára megkönnyíti a Macskaösvény (Cat Trail), melynek végigjárása 21, az érdekes épületeken elhelyezett macskafigura megkeresését jelenti.[12]

A Nemzetközi Kísértetkutató Alap (Ghost Research Foundation International) szerint York Anglia legkísértetjártabb városa.
Minden év szeptemberében megrendezik a yorki gasztronómiai fesztivált (Festival of Food and Drink), mely 10 napig tart és 150 000 látogatót is vonz. A helyi ételkülönlegességek egyike a yorki sonka.

## Testvérvárosok
- Dijon, Franciaország
- Münster, Németország

## Fordítás
- Ez a szócikk részben vagy egészben  a   York című angol Wikipédia-szócikk ezen változatának fordításán alapul.  Az eredeti cikk szerkesztőit annak laptörténete sorolja fel. Ez a jelzés csupán a megfogalmazás eredetét és a szerzői jogokat jelzi, nem szolgál a cikkben szereplő információk forrásmegjelöléseként.